# Дион Форчун
Дио́н Фо́рчун (англ. Dion Fortune, настоящее имя Ва́йолет Мэ́ри Фёрт Э́ванс, 1890—1946) — английская писательница и оккультист.

## Биография
Вайолет Мэри Фёрт Эванс родилась 6 декабря 1890 года в городке Лландидно в Уэльсе. Ещё в детском возрасте она сообщала о якобы посещавших её видениях, а после перенесённого в возрасте 20 лет нервного срыва обратилась к изучению оккультных наук. Вайолет Мэри вступила в Теософское общество, одновременно изучая психологию и психоанализ в Лондонском университете. Впоследствии она стала врачом-психиатром. Свой псевдоним «Дион Форчун» она изобрела, перефразировав девиз своей семьи, гласивший «Deo, non fortuna» (лат. «Благодаря Богу, а не удаче»).
Начав изучать магию под руководством ирландского франкмасона Теодора Мориарти, в 1919 году Дион Форчун прошла посвящение в «Орден Альфа и Омега», одно из подразделений "Ордена Золотой Зари", возглавлявшегося Сэмюэлем Мазерсом. Позже она перешла в другую «дочернюю организацию» того же ордена. В это же время она начала свою писательскую карьеру.
Позднее Дион Форчун оставила орден Золотой Зари, утверждая, что подверглась «магической атаке», и в 1922 году вместе со своим мужем Пенри Эвансом основала собственную организацию под названием «Братство Внутреннего Света» (Fraternity of the Inner Light), в которой она состояла всю оставшуюся жизнь.
Дион Форчун принимала активное участие в «магической битве за Британию» — попытке британских оккультистов «магическими методами» предотвратить вторжение немецко-фашистских войск на территорию Великобритании. Она умерла от лейкемии 8 января 1946 года в Лондоне.

## Творчество
Дион Форчун известна как автор нескольких романов и многочисленных рассказов в жанре мистики и фэнтези, частично основанных на её собственных оккультных опытах. Такие её произведения, как «Жрица моря» и «Лунная магия», оказали существенное влияние на развитие учения Викка.
Известная писательница в жанре фэнтези Мэрион З. Брэдли признавала, что работы Дион Форчун, посвящённые артуровским легендам, во многом повлияли на её романы из цикла «Туманы Авалона».
Дион Форчун написала несколько книг по оккультизму, из которых наиболее известными стали «Космическая доктрина», «Психическая самозащита» и «Мистическая каббала». Последняя из перечисленных работ считается одним из наиболее авторитетных исследований использования каббалы в герметических учениях. Посвящённые оккультизму работы Форчун отличала необычная для книг такого рода простота изложения.

### Художественная литература
- Секреты доктора Тавернера (сборник рассказов, 1926)
- Демонический любовник (роман, 1927)
- Крылатый бык (роман, 1935)
- Козлоногий бог (роман, 1936)
- Жрица моря (роман, 1938)
- Лунная магия (роман, издан посмертно в 1956)

### Эзотерическая и Оккультная литература

#### Прижизненные публикации
- Эзотерическая философия любви и брака (1924)
- Эзотерические ордена и их деятельность (1928)
- Мистическая каббала (1935)

#### Посмертные публикации
- Космическая доктрина (1949)
- Прикладная магия (1962)
- Психическая самозащита (1971)
- Гластонбери: Авалон сердца (1986)
- Что такое оккультизм? (2001)